# Gobisaurus domoculus
Il gobisauro (Gobisaurus domoculus) è un dinosauro corazzato del Cretacico inferiore della Cina.

## L'anchilosauride più primitivo?
Descritto per la prima volta nel 2001, questo dinosauro erbivoro è conosciuto principalmente per un cranio rinvenuto nella formazione Ulansuhai (Mongolia Interna) della Cina, risalente forse all'Aptiano o all'Albiano. I resti postcranici rinvenuti non sono ancora stati descritti, ma il cranio permette di stabilire che il gobisauro era un grande dinosauro corazzato appartenente agli anchilosauridi, i "carri armati viventi" caratteristici del Cretaceo superiore.
In effetti, questo animale era uno dei primi rappresentanti della famiglia, e forse il più primitivo: al contrario degli altri anchilosauridi veri e propri, che possedevano un cranio decisamente squadrato e pesantemente corazzato, il gobisauro aveva una testa allungata che mancava della solita corazza pesante. Per questo motivo è ritenuto essere ancora più primitivo del coevo Shamosaurus, anch'esso posto alla base della famiglia degli anchilosauridi nella sottofamiglia degli shamosaurini.